# Carlet Auguste
Carlet R. Auguste (* 14. Juni 1903 in Cap-Haïtien; † 25. März 2001 ebenda) war ein haitianischer Politiker und Diplomat, der unter anderem Finanz- und Handelsminister sowie zwischen 1959 und 1967 Ständiger Vertreter bei den Vereinten Nationen (UN) war. Er fungierte zwischen 1967 und 1972 sowie erneut von 1973 bis 1976 als Botschafter in der Bundesrepublik Deutschland.

## Leben
Carlet R. Auguste war ein Neffe von Cincinnatus Leconte, der von 1911 bis 1912 Präsident war. Er absolvierte ein Studium der Rechtswissenschaften und schloss dieses 1937 ab. Er war als Kaufmann im Kaffeehandel tätig und lehrte zwischen 1943 und 1948 als Professor für Zivilrecht. Im Kabinett Estimé übernahm er am 8. Dezember 1947 von Jehan Roumain das Amt als Handelsminister und bekleidete dieses bis zum 26. Dezember 1948, woraufhin Edouard Cassagno seine Nachfolge antrat. 1950 rückte er als Mitglied in den Senat (Sénat de la République) und fungierte zeitweilig vom 6. bis 10. Mai 1950 als Minister für Finanzen und Handel.
Im Kabinett Fignolé fungierte er vom 25. Mai bis zum 14. Juni 1957 als Finanzminister. Staatspräsident François Duvalier ernannte Auguste 1959 zum Ständigen Vertreter bei den Vereinten Nationen (UN) im Range eines Botschafters. Er verblieb auf diesem Posten bis 1967. Als Nachfolger von Franck M. Beauvoir wurde er am 14. Juli 1967 Botschafter in der Bundesrepublik Deutschland. Er hatte diese Funktion bis zum 18. April 1972 auch unter Präsident Jean-Claude Duvalier inne und wurde daraufhin von Fritz D. Jean-Baptiste abgelöst. Nachdem er 1972 Vorsitzender des Verwaltungs- und Haushaltsausschusses der Generalversammlung der Vereinten Nationen war, löste er 1973 Fritz D. Jean-Baptiste wiederum als Botschafter in der Bundesrepublik Deutschland ab. Er verblieb auf diesem diplomatischen Posten bis zum 21. Oktober 1976 und wurde daraufhin von Edouard Francisque abgelöst.
Aus seiner am 8. Dezember 1923 geschlossenen Ehe mit Marie Ed. Etienne gingen fünf Kinder hervor.

## Veröffentlichungen
- La voix d'Haïti à l’O.N.U., de 1959 à 1967, Impr. H. Deschamps, Port-au-Prince 1980
- Projections sur l’économie d'Haïti, Editions Fardin, Port-au-Prince 1983

## Weblink
- Auguste, Carlet R. In: rulers.org. Abgerufen am 27. Juli 2023 (englisch).